# Посёлок Пироговского лесопарка
Посёлок Пироговского лесопарка — населённый пункт в городском округе Мытищи Московской области России. 1994—2006 гг. — посёлок Коргашинского сельского округа Мытищинского района, 2006—2015 гг. — посёлок городского поселения Мытищи Мытищинского района. Население — 26 чел. (2010).

## География
Расположен на севере Московской области, в юго-восточной части городского округа Мытищи, примерно в 4-х километрах к северу от центра города Мытищи и 6-ти километрах от Московской кольцевой автодороги, в 4-х километрах юго-востоку от Пироговского водохранилища системы канала имени Москвы. Западнее посёлка проходят линия Ярославского направления Московской железной дороги и Ярославское шоссе М8.
Связан автобусным сообщением с районным центром, посёлком городского типа Пироговским и городом Москвой (маршруты № 22, 23, 26, 31, 314). Ближайшие сельские населённые пункты — деревня Высоково и посёлок Здравница, ближайший железнодорожный остановочный пункт — Строитель.

## Население
| 2002 | 2010 |
| ---- | ---- |
| 12   | ↗26  |